# Groupe I des éliminatoires de la zone Afrique de la Coupe du monde de football 2026
Navigation
Groupe H
Le groupe I de la zone Afrique des éliminatoires de la Coupe du monde de football 2026 est l'un des neuf groupes de la zone Afrique des éliminatoires de la Coupe du monde qui se déroulera en 2026 aux États-Unis, au Canada et au Mexique. Le groupe I des éliminatoires de la Coupe du monde 2026 se compose du Mali, du Ghana, de Madagascar, de la République centrafricaine, des Comores, et du Tchad
Le vainqueur du groupe se qualifie directement pour la coupe du monde, et les quatre meilleurs deuxièmes des groupes se qualifient aux barrages continental.

## Tirage au sort
Le tirage au sort des groupes a eu lieu le 13 juillet 2023, à 17h30 heure française, dans la ville d'Abidjan en Côte d'Ivoire.

## Classement
| Rang | Équipe       | Pts | J | G | N | P | Bp | Bc | Diff |  | Résultats (▼ dom., ► ext.) |     |     |     |     |     |     |
| ---- | ------------ | --- | - | - | - | - | -- | -- | ---- |  | -------------------------- | --- | --- | --- | --- | --- | --- |
| 1    | Ghana        | 15  | 6 | 5 | 0 | 1 | 15 | 5  | +10  |  | Ghana                      |     | -   | 1-0 | -   | 4-3 | 5-0 |
| 2    | Comores      | 12  | 6 | 4 | 0 | 2 | 9  | 7  | +2   |  | Comores                    | 1-0 |     | -   | 0-3 | 4-2 | 1-0 |
| 3    | Madagascar   | 10  | 6 | 3 | 1 | 2 | 9  | 6  | +3   |  | Madagascar                 | 0-3 | 2-1 |     | 0-0 | -   | -   |
| 4    | Mali         | 9   | 6 | 2 | 3 | 1 | 8  | 4  | +4   |  | Mali                       | 1-2 | -   | -   |     | 1-1 | 3-1 |
| 5    | Centrafrique | 5   | 6 | 1 | 2 | 3 | 8  | 13 | -5   |  | Centrafrique               | -   | -   | 1-4 | 0-0 |     | 1-0 |
| 6    | Tchad        | 0   | 6 | 0 | 0 | 6 | 1  | 15 | -14  |  | Tchad                      | -   | 0-2 | 0-3 | -   | -   |     |

## Résultats
| 1re journée            | Comores                                                      | 4 - 2   | Centrafrique                          | Stade de Moroni, Moroni            |                                    |
| 17 novembre 2023 14h00 | M'Dahoma 29e · Youssouf 50e · Saïd Ahamada 58e · Maolida 67e | (1 - 1) | 10e (csc) Abdallah · 73e (csc) Zahary | Arbitrage : Ibrahim Kalilou Traore | Arbitrage : Ibrahim Kalilou Traore |
| 17 novembre 2023 14h00 |                                                              | Rapport | 67e Namnganda · 90+2e Ndobé           | Arbitrage : Ibrahim Kalilou Traore | Arbitrage : Ibrahim Kalilou Traore |

| 17 novembre 2023 | Ghana          | 1 - 0   | Madagascar                                   | Baba Yara Stadium, Kumasi                      |                                                |
| 17h00            | Williams 90+6e | (0 - 0) |                                              | Spectateurs : 45 000 Arbitrage : Samir Guezzaz | Spectateurs : 45 000 Arbitrage : Samir Guezzaz |
| 17h00            | Kudus 90+7e    | Rapport | 51e Razafindraibeharimihanta · 77e Raveloson | Spectateurs : 45 000 Arbitrage : Samir Guezzaz | Spectateurs : 45 000 Arbitrage : Samir Guezzaz |

| 17 novembre 2023 | Mali                                    | 3 - 1   | Tchad                           | Stade du 26-Mars, Bamako            |                                     |
| 20h00            | Doumbia 45e · Niakaté 77e · Sissoko 81e | (1 - 0) | 53e Mouandilmadji               | Arbitrage : Ahmad Imtehaz Heeralall | Arbitrage : Ahmad Imtehaz Heeralall |
| 20h00            | Haïdara 90e                             | Rapport | 64e Ngartolabaye · 74e Abdallah | Arbitrage : Ahmad Imtehaz Heeralall | Arbitrage : Ahmad Imtehaz Heeralall |

| 2e journée             | Mali        | 1 - 1   | Centrafrique                 | Stade du 26-Mars, Bamako     |                              |
| 20 novembre 2023 20h00 | Doumbia 76e | (0 - 0) | 79e Kondogbia                | Arbitrage : Georges Gatogato | Arbitrage : Georges Gatogato |
| 20 novembre 2023 20h00 |             | Rapport | 40e Pirioua · 66e Youfeigane | Arbitrage : Georges Gatogato | Arbitrage : Georges Gatogato |

| 20 novembre 2023 | Tchad          | 0 - 3   | Madagascar                                 | Stade d'honneur d'Oujda, Oujda                  |                                                 |
| 20h00            |                | (0 - 1) | 10e 84e Rakotoharimalala · 90+1e Lapoussin | Spectateurs : 3 000 Arbitrage : Tewodros Mitiku | Spectateurs : 3 000 Arbitrage : Tewodros Mitiku |
| 20h00            | Djimhotoum 34e | Rapport | 58e Couturier · 73e Boto                   | Spectateurs : 3 000 Arbitrage : Tewodros Mitiku | Spectateurs : 3 000 Arbitrage : Tewodros Mitiku |

| 21 novembre 2023 | Comores              | 1 - 0   | Ghana | Stade de Moroni, Moroni                                  |                                                          |
| 17h00            | Maolida 43e          | (1 - 0) |       | Spectateurs : 11 628 Arbitrage : Abdel Aziz Mohamed Bouh | Spectateurs : 11 628 Arbitrage : Abdel Aziz Mohamed Bouh |
| 17h00            | Anzimati-Aboudou 79e | Rapport |       | Spectateurs : 11 628 Arbitrage : Abdel Aziz Mohamed Bouh | Spectateurs : 11 628 Arbitrage : Abdel Aziz Mohamed Bouh |

| 3e journée        | Centrafrique | 1 - 0   | Tchad | Stade d'honneur d'Oujda, Oujda              |                                             |
| 5 juin 2024 18h00 | Baboula 29e  | (1 - 0) |       | Spectateurs : 1 300 Arbitrage : Milazare P. | Spectateurs : 1 300 Arbitrage : Milazare P. |

| 7 juin 2024 | Madagascar                                          | 2 - 1   | Comores                    | FNB Stadium, Johannesburg |                   |
| 18h00       | Raveloson 1re · Raveloson 66e                       | (1 - 0) | 90+4e El Fardou Ben        | Arbitrage : Ndala         | Arbitrage : Ndala |
| 18h00       | Rabemananjara 3e · Amada 26e · Randrianarijaona 80e |         | 7e Abdullah · 89e M'Dahoma | Arbitrage : Ndala         | Arbitrage : Ndala |

| 6 juin 2024 | Mali          | 1 - 2     | Ghana                   | Stade du 26 Mars, Bamako |                        |
| 21h00       | Doumbia 45+1e | (1 - 0)   | 58e Nuamah · 90+4e Ayew | Arbitrage : Omar A. M.   | Arbitrage : Omar A. M. |
| 21h00       |               | 85e Owusu |                         | Arbitrage : Omar A. M.   | Arbitrage : Omar A. M. |

| 4e journée         | Ghana                                             | 4 - 3   | Centrafrique                                            | Baba Yara Stadium, Kumasi                 |                                           |
| 10 juin 2024 21h00 | Ayew 6e (pen.) · Ayew 60e · Fatawu 62e · Ayew 69e | (1 - 2) | 11e Mafouta · 41e Mafouta · 90e Mafouta                 | Spectateurs : 39 000 Arbitrage : Ahmed A. | Spectateurs : 39 000 Arbitrage : Ahmed A. |
| 10 juin 2024 21h00 | Sulemana 63e · Salisu 74e                         |         | 45+1e Namnganda · 56e Solet · 72e Tatolna · 83e Mafouta | Spectateurs : 39 000 Arbitrage : Ahmed A. | Spectateurs : 39 000 Arbitrage : Ahmed A. |

| 11 juin 2024 | Madagascar                              | 0 - 0   | Mali       | FNB Stadium, Johannesburg |                           |
| 15h00        |                                         | (0 - 0) |            | Arbitrage : Mebiame P. T. | Arbitrage : Mebiame P. T. |
| 15h00        | Demoleon 16e · Amada 39e · Laiton 90+8e |         | 61e Fofana | Arbitrage : Mebiame P. T. | Arbitrage : Mebiame P. T. |

| 11 juin 2024 | Tchad       | 0 - 2   | Comores                         | Stade d'honneur d'Oujda, Oujda         |                                        |
| 18h00        |             | (0 - 0) | 59e Maolida · 76e El Fardou Ben | Spectateurs : 400 Arbitrage : Djouf A. | Spectateurs : 400 Arbitrage : Djouf A. |
| 18h00        | Ndoname 46e |         | 90e Mohamed                     | Spectateurs : 400 Arbitrage : Djouf A. | Spectateurs : 400 Arbitrage : Djouf A. |

| 5e journée         | Centrafrique        | 1 - 4   | Madagascar                                                       | Stade Larbi Zaouli, Casablanca |                            |
| 19 mars 2025 17h00 | Gambor 9e           | (1 - 2) | 17e, 21e Raveloson · 49e Randrianantenaina · 89e Rafanomezantsoa | Arbitrage : Adalbert Diouf     | Arbitrage : Adalbert Diouf |
| 19 mars 2025 17h00 | Yangana-Ba-Komi 76e | Rapport | 40e Caddy · 88e Rabemanantsoa                                    | Arbitrage : Adalbert Diouf     | Arbitrage : Adalbert Diouf |

| 20 mars 2025 | Comores | 0 - 3 | Mali                           | Stade municipal de Berkane, Berkane    |                                        |
| 22h00        |         |       | 21e Dorgeles · 56e 64e Doumbia | Arbitrage : Mahmood Ali Mahmood Ismail | Arbitrage : Mahmood Ali Mahmood Ismail |
| 22h00        | Rapport |       |                                | Arbitrage : Mahmood Ali Mahmood Ismail | Arbitrage : Mahmood Ali Mahmood Ismail |

| 21 mars 2025 | Ghana                                                                 | 5 - 0   | Tchad | Accra Sports Stadium, Accra |                             |
| 20h00        | Semenyo 3e · Williams 32e · Ayew 37e (pen.) · Salisu 57e · Nuamah 69e | (3 - 0) |       | Arbitrage : Abdulrazg Ahmed | Arbitrage : Abdulrazg Ahmed |
| 20h00        | Rapport                                                               |         |       | Arbitrage : Abdulrazg Ahmed | Arbitrage : Abdulrazg Ahmed |

| 6e journée         | Centrafrique | 0 - 0   | Mali | Stade Larbi Zaouli, Casablanca  |                                 |
| 24 mars 2025 14h00 |              | (0 - 0) |      | Arbitrage : Godfrey Nkhakananga | Arbitrage : Godfrey Nkhakananga |
| 24 mars 2025 14h00 | Rapport      |         |      | Arbitrage : Godfrey Nkhakananga | Arbitrage : Godfrey Nkhakananga |

| 24 mars 2025 | Madagascar | 0 - 3   | Ghana                      | Stade Mimoun Al Arsi, Al Hoceïma |                     |
| 20h00        |            | (0 - 1) | 11e 53e Partey · 58e Kudus | Arbitrage : Issa Sy              | Arbitrage : Issa Sy |
| 20h00        | Rapport    |         |                            | Arbitrage : Issa Sy              | Arbitrage : Issa Sy |

| 25 mars 2025 | Comores  | 1 - 0   | Tchad | Stade municipal de Berkane, Berkane |                           |
| 22h00        | Saïd 24e | (1 - 0) |       | Arbitrage : Aklesso Gnama           | Arbitrage : Aklesso Gnama |
| 22h00        | Rapport  |         |       | Arbitrage : Aklesso Gnama           | Arbitrage : Aklesso Gnama |

| 7e journée                            | Madagascar | - | Centrafrique | stade à déterminer |             |
| 1er septembre 2025 heure à déterminer |            |   |              | Arbitrage :        | Arbitrage : |

| 1er septembre 2025 | Tchad | - | Ghana | stade à déterminer |             |
| heure à déterminer |       |   |       | Arbitrage :        | Arbitrage : |

| 1er septembre 2025 | Mali | - | Comores | stade à déterminer |             |
| heure à déterminer |      |   |         | Arbitrage :        | Arbitrage : |

| 8e journée                          | Ghana | - | Mali | stade à déterminer |             |
| 8 septembre 2025 heure à déterminer |       |   |      | Arbitrage :        | Arbitrage : |

| 8 septembre 2025   | Madagascar | - | Tchad | stade à déterminer |             |
| heure à déterminer |            |   |       | Arbitrage :        | Arbitrage : |

| 8 septembre 2025   | Centrafrique | - | Comores | stade à déterminer |             |
| heure à déterminer |              |   |         | Arbitrage :        | Arbitrage : |

| 9e journée                        | Tchad | - | Mali | stade à déterminer |             |
| 6 octobre 2025 heure à déterminer |       |   |      | Arbitrage :        | Arbitrage : |

| 6 octobre 2025     | Centrafrique | - | Ghana | stade à déterminer |             |
| heure à déterminer |              |   |       | Arbitrage :        | Arbitrage : |

| 6 octobre 2025     | Comores | - | Madagascar | stade à déterminer |             |
| heure à déterminer |         |   |            | Arbitrage :        | Arbitrage : |

| 10e journée                        | Ghana | - | Comores | stade à déterminer |             |
| 13 octobre 2025 heure à déterminer |       |   |         | Arbitrage :        | Arbitrage : |

| 13 octobre 2025    | Tchad | - | Centrafrique | stade à déterminer |             |
| heure à déterminer |       |   |              | Arbitrage :        | Arbitrage : |

| 13 octobre 2025    | Mali | - | Madagascar | stade à déterminer |             |
| heure à déterminer |      |   |            | Arbitrage :        | Arbitrage : |

## Statistiques

### Buteurs
| Rang | Buteur                 | Pays       | Buts |
| ---- | ---------------------- | ---------- | ---- |
| 1    | Myziane Maolida        | Comores    | 𝟓    |
| 1    | Kamory Doumbia         | Mali       | 𝟓    |
| 1    | Njiva Rakotoharimalala | Madagascar | 𝟓    |

### Discipline
| Joueurs | Cartons | Suspensions |
| ------- | ------- | ----------- |
|         |         |             |